# حي فاطمة الزهراء
فاطمة الزهراء أحد أحياء مدينة البيضاء في ليبيا، يقع بين حي 54 والغريقة بمدينة البيضاء في ليبيا. سمي نسبه إلى اسم فاطمة الزهراء بنت محمد بن عبد الله رسول الإسلام.